# Aaron Ashmore
Aaron Robert Ashmore (7 oktober 1979) is een Canadese film- en televisieacteur. Hij heeft een tweelingbroer genaamd Shawn Ashmore.

## Carrière
Ashmore was in eerste instantie bekend van zijn rol als Marc Hall in de Canadese televisiefilm Prom Queen: The Marc Hall Story. Sindsdien heeft hij gespeeld in de films Safe, A Separate Peace, en A Bear Named Winnie. Hij heeft ook gastrollen gehad in de televisieseries The Eleventh Hour, The West Wing, en 1-800-Missing. Ashmore heeft ook meerdere keren de rol van Troy Vandegraff gespeeld in de televisieserie Veronica Mars van The CW Television Network.
Hij is gecast als Jimmy Olsen voor het zesde seizoen van Smallville op CW en heeft deze rol gespeeld tot het achtste seizoen. Zijn vriend Sam Huntington speelde toevallig tegelijkertijd Olsen in de film Superman Returns en ze hebben alle twee gespeeld in Veronica Mars. Ashmores tweelingbroer heeft in een eerdere aflevering van Smallville gespeeld. Naast zijn rol in Smallville heeft Ashmore rollen gehad in de films Palo Alto, Privileged, The Stone Angel en The Christmas Cottage.
Aaron werkte in 2008 aan Fear Island, een horrorfilm met daarin ook Haylie Duff in Vancouver.

## Privéleven
De tweelingbroers zijn geboren in Richmond, British Columbia. Ze hebben alle twee een "GMA" tatoeage op hun pols die staat voor "Good Man Ashmore". Hun grootvader had een vergelijkbare tatoeage.

## Filmografie
| Jaar        | Titel                                         | Rol                     | Opmerkingen                                                      |
| ----------- | --------------------------------------------- | ----------------------- | ---------------------------------------------------------------- |
| 1991        | Married to It                                 | Student                 |                                                                  |
| 1993        | Gross Misconduct                              | Young Byron Spencer     | televisiefilm                                                    |
| 1993        | Are You Afraid of the Dark?                   | Billy                   | televisieserie The Tale of the Thirteenth Floor                  |
| 1996        | Due South                                     | Teenager                | televisieserie Juliet is Bleeding                                |
| 1999        | Animorphs                                     | Ax double               | televisieserie                                                   |
| 1999        | Crime in Connecticut: The Story of Alex Kelly | Luke Lawson             | televisiefilm                                                    |
| 1999        | Love Letters                                  | Bob Bartram             | televisiefilm                                                    |
| 2000        | Run the Wild Fields                           | Charlie Upshall         | televisiefilm                                                    |
| 2000        | The Famous Jett Jackson                       | Robert                  | televisieserie Something to Prove                                |
| 2000        | Are You Afraid of the Dark?                   | Jake                    | televisieserie The Tale of the Lunar Locusts Tweede verschijning |
| 2000        | La Femme Nikita                               | Neil Hudson             | televisieserie Time to Be Heroes                                 |
| 2000        | Twice in a Lifetime                           | Paul                    | televisieserie Grandma's Shoes                                   |
| 2001        | Blackout                                      | Second Son              | televisiefilm                                                    |
| 2001        | The Familiar Stranger                         | Chris Welsh             | televisiefilm                                                    |
| 2001        | The Safety of Objects                         | Bobby Christianson      | Onafhankelijke film                                              |
| 2001        | Dying to Dance                                | Jason                   | televisiefilm                                                    |
| 2001        | Treed Murray                                  | Dwayne                  |                                                                  |
| 2001        | Blue Murder                                   |                         | televisieserie Baby Point                                        |
| 2002        | The Skulls II                                 | Matt "Hutch" Hutchinson |                                                                  |
| 2002        | Emily of New Moon                             | Harrison Bowles         | televisieserie A Fall from Grace                                 |
| 2002        | Charms for the Easy Life                      | Ted                     | televisiefilm                                                    |
| 2002        | Conviction                                    | Whiff                   | televisiefilm                                                    |
| 2002        | A Christmas Visitor                           | John Boyajian           | televisiefilm                                                    |
| 2002        | The Eleventh Hour                             | Taz Thomas              | televisieserie Tree Hugger                                       |
| 2003        | The Pentagon Papers                           | Randy Kehler            | televisiefilm                                                    |
| 2004        | My Brother's Keeper                           | Eric/Lou Woods          |                                                                  |
| 2004        | Brave New Girl                                | Tyler                   | televisiefilm                                                    |
| 2004        | Prom Queen: The Marc Hall Story               | Marc Hall               | televisiefilm                                                    |
| 2004        | Safe                                          | Bobby                   |                                                                  |
| 2004        | A Separate Peace                              | Chad                    | televisiefilm                                                    |
| 2004        | A Bear Named Winnie                           | Corporal Randy Taylor   | televisiefilm                                                    |
| 2005        | The Eleventh Hour                             | Trevor Gordon           | televisieserie Kettle Black Tweede verschijning                  |
| 2005        | The West Wing                                 | Trevor                  | televisieserie Twee afleveringen                                 |
| 2005 – 2006 | 1-800-Missing                                 | Colin McNeil            | televisieserie Vijftien afleveringen                             |
| 2004 – 2006 | Veronica Mars                                 | Troy Vandegraff         | televisieserie Vijf afleveringen                                 |
| 2007        | Palo Alto                                     | Alec                    | Onafhankelijke film                                              |
| 2007        | The Stone Angel                               | Matt                    |                                                                  |
| 2008        | Thomas Kinkade's Home for Christmas           | Pat Kinkade             | Direct-to-video film                                             |
| 2008        | Fear Island                                   | Mark                    |                                                                  |
| 2006 – 2009 | Smallville                                    | Jimmy Olsen             | televisieserie 52 afleveringen                                   |
| 2009        | The Thaw                                      | Atom                    |                                                                  |
| 2010        | The Shrine                                    | Marcus                  |                                                                  |
| 2011        | Warehouse 13                                  | Agent Steve Jinks       |                                                                  |
| 2015        | Swept Under                                   | Nick Hopewell           | televisiefilm                                                    |
| 2015 – 2019 | Killjoys                                      | John Jaqobis            | televisieserie Hoofdrol in 50 afleveringen                       |
| 2019        | Designated Survivor                           | Phil Brunton            | televisieserie 4 afleveringen                                    |
| 2020 – 2022 | Locke & Key                                   | Duncan Locke            | televisieserie 19 afleveringen                                   |